# レオン・ラッセル・アンド・ザ・シェルター・ピープル
『レオン・ラッセル・アンド・ザ・シェルター・ピープル』（Leon Russell and the Shelter People）は、アメリカ合衆国のシンガーソングライター、レオン・ラッセルが1971年に発表した2作目のスタジオ・アルバム。

## 背景
ザ・シェルター・ピープルの他、1970年9月にマッスル・ショールズ・サウンド・スタジオで行なわれたセッションではジミー・ジョンソン（ギター）、バリー・ベケット（ピアノ）、デヴィッド・フッド（ベース）、ロジャー・ホーキンス（ドラムス）からなる通称「スワンパーズ」(Swampers)が参加した。
「激しい雨が降る」と「悲しみは果てしなく」はボブ・ディラン、「ビウェア・オブ・ダークネス」はジョージ・ハリスンのカヴァーである。
再発CDにはボーナス・トラックとしてディランの楽曲が3曲追加された。これらはいずれもマッスル・ショールズ・サウンド・スタジオでのセッションで録音された。
本作発表後の1971年8月1日、ラッセルはニューヨークのマディソン・スクエア・ガーデンでハリスンがラヴィ・シャンカルと共同で開催した『バングラデシュ難民救済コンサート』に出演。バンドのメンバーとして「ビウェア・オブ・ダークネス」をハリスンとデュエットし、ディランの部にハリスン（ギター、コーラス）、リンゴ・スター（タンバリン）と共に登場して「激しい雨が降る」を初め数曲でベースとコーラスを担当した。

## 反響・評価
アメリカのBillboard 200では17位に達して初の全米トップ40アルバムとなり、1972年2月にはRIAAによってゴールドディスクに認定された。イギリスでも初の全英アルバムチャート入りを果たして1971年7月3日付のチャートで29位を記録した。
日本盤LPは1973年2月25日に『レオン・ラッセルとシェルター・ピープル』（RJ-5072)という邦題で発売され、オリコンLPチャートで42位を記録した。
Mike DeGagneはオールミュージックにおいて5点満点中3.5点を付け「演奏面での熟達ぶりと、なかなかエナジーに満ちたロックンロールを生み出す手腕を示した典型例」「楽しめる作品というだけでなく、絶頂期にあったラッセルの音楽を提示したという意味で重要作である」と評している。

## 収録曲
特記なき楽曲はレオン・ラッセル作。
1. ストレンジャー・イン・ア・ストレンジ・ランド - "Stranger in a Strange Land" (Leon Russell, Don Preston) - 4:05
2. オブ・ジー・アイ・シング - "Of Thee I Sing" (L. Russell, D. Preston) - 4:26
3. 激しい雨が降る - "A Hard Rain's a-Gonna Fall" (Bob Dylan) - 5:10
4. クリスタル・クロゼット・クイーン - "Crystal Closet Queen" - 3:01
5. ホーム・スウィート・オクラホマ - "Home Sweet Oklahoma" - 3:29
6. アルカトラス - "Alcatraz" - 3:55
7. バラード・オブ・マッド・ドッグス・アンド・イングリッシュメン - "The Ballad of Mad Dogs and Englishmen" - 4:03
8. 悲しみは果てしなく - "It Takes a Lot to Laugh, It Takes a Train to Cry" (B. Dylan) - 4:04
9. シー・スマイルズ・ライク・ア・リヴァー - "She Smiles Like a River" - 3:01
10. スウィート・エミリー - "Sweet Emily" - 3:23
11. ビウェア・オブ・ダークネス - "Beware of Darkness" (George Harrison) - 4:42

### CDボーナス・トラック
1. イッツ・オール・オーバー・ナウ、ベイビー・ブルー - "It's All Over Now, Baby Blue" (B. Dylan) - 3:41
2. ラヴ・マイナス・ゼロ/ノー・リミット - "Love Minus Zero/No Limit" (B. Dylan) - 3:22
3. 彼女は僕のもの - "She Belongs to Me" (B. Dylan) - 3:26

## 参加ミュージシャン
- レオン・ラッセル - ボーカル、ピアノ、ギター、オルガン
- ドン・プレストン - ギター(on #1, #2, #3, #4, #8, #10, #12, #13, #14)、バッキング・ボーカル
- ジョーイ・クロッパー - ギター(on #1, #2, #4, #8, #10)、バッキング・ボーカル
- ジェシ・エド・デイヴィス - ギター(on #3, #12, #13, #14)
- クリス・ステイントン - ギター(on #5, #6, #11)
- ジミー・ジョンソン - ギター(on #9)
- ジョン・ガリー - オルガン(on #1, #2, #4, #8, #10)
- ジム・プライス - オルガン(on #5, #6, #11)
- バリー・ベケット - オルガン(on #9)
- カール・レイドル - ベース(on #1, #2, #3, #4, #5, #6, #8, #10, #11, #12, #13, #14)
- デヴィッド・フッド - ベース(on #9)
- チャック・ブラックウェル - ドラムス(on #1, #2, #4, #8, #10)
- ジム・ケルトナー - ドラムス(on #3, #12, #13, #14)
- ジム・ゴードン - ドラムス(on #5, #6, #11)
- ロジャー・ホーキンス - ドラムス(on #9)
- ニック・デカロ - ストリングス・アレンジ(on #7)
- クラウディア・レニア - バッキング・ボーカル
- キャシー・マクドナルド - バッキング・ボーカル